# Son of the Pink Panther
Son of the Pink Panther is een komische film uit 1993. Het is de negende toevoeging aan de dan al dertig jaar oude The Pink Panther-reeks. De film, die geregisseerd werd door Blake Edwards heeft in de hoofdrol Roberto Benigni, die de zoon van Inspector Jacques Clouseau speelt. Ook oude rotten Herbert Lom, Burt Kwouk en Graham Stark keren in deze film terug in hun bekende rollen (Dreyfus, Cato, Auguste Balls). De zoon van Clouseau, genaamd Jacques Gambrelli, werkt verder aan de zaak van de vermissing van de Pink Panther-diamant.
Son of the Pink Panther is de eerste film sinds tien jaar, de opvolger van twee minder succesvolle pogingen de serie na de dood van Peter Sellers (Clouseau) nieuw leven in te blazen. De bedoeling was Benigni, een populaire Italiaanse komiek die nog niet ontdekt was in Amerika, door te laten gaan waar Sellers gestopt was. Deze film boekte ook geen succes. Het gemis van Sellers was (opnieuw) te groot.
Bengini was niet de eerste keus van Edwards voor de rol. Kevin Kline, Rowan Atkinson, Gerard Depardieu en Tim Curry waren allemaal een mogelijkheid voordat Edwards koos voor de minder bekende Benigni. Son of the Pink Panther werd de laatste Pink Pantherfilm geregisseerd door Edwards. In 2006 kreeg de serie een nieuwe start met de komst van The Pink Panther met Steve Martin als Clouseau en Kevin Kline als Charles Dreyfus.

## Rolverdeling
| Acteur            | Personage                       |
| ----------------- | ------------------------------- |
| Roberto Benigni   | Jacques Gambrelli               |
| Herbert Lom       | Hoofdinspecteur Charles Dreyfus |
| Claudia Cardinale | Maria Gambrelli                 |
| Burt Kwouk        | Cato Fong                       |
| Graham Stark      | Prof. Auguste Balls             |

## Trivia
- In het begin van de film is een nieuw arrangement te horen van het Pink Pantherthema, gezongen door Bobby McFerrin. Aan het einde is de oude bekende versie van Henry Mancini te horen.
- Kroyer Films Inc. maakte de geanimeerde openings- en eindscène van de film met de Roze Panter en Clouseau Jr.
- Claudia Cardinale speelde in de eerste film, The Pink Panther uit 1963 de rol van prinses van Lugash. Hier speelt ze de rol van Maria Gambrelli, de schoonmaakster uit A Shot in the Dark, de moeder van de zoon van Clouseau, toen gespeeld door Elke Sommer.